# At-Tahāwī
at-Tahāwī arabisch أحمد بن محمد بن سلامة بن عبد الملك أبو جعفر الطحاوي Ahmad ibn Muhammad ibn Salāma ibn ʿAbd al-Malik Abū Dschaʿfar at-Tahāwī, DMG Aḥmad b. Muḥammad b. Salāma b. ʿAbd al-Malik Abū Ǧaʿfar aṭ-Ṭaḥāwī (* 853 im oberägyptischen Dorf Tahā; † 933 in Kairo) war ein islamischer Rechts- und Hadithwissenschaftler der hanafitischen Rechtsschule mit Wirkungsfeld Ägypten.

## Leben
Er begann seine Studien bei seinem Onkel mütterlicherseits, dem Gelehrten al-Muzanī († 877), einem der bekanntesten Schüler von Muḥammad ibn Idrīs asch-Schāfiʿī und Überlieferer von dessen Kitāb al-Umm, der Grundlage der schāfiʿitischen Rechtslehre. Trotz seiner Grundausbildung unter dem Einfluss der Lehre von asch-Schāfiʿī schloss er sich schon in seinen Lehrjahren der hanafitischen Rechtsschule Ägyptens an. Im Jahre 881 unternahm er eine kurze Studienreise nach Damaskus, wo er im Kreis des damaligen Qādīs Jurisprudenz studierte. Diesen Aufenthalt schildert Ibn ʿAsākir in seiner monumentalen Gelehrtenbiographie von Damaskus und schmückt sie mit folgender Episode in der Überlieferung eines Augenzeugen aus:

„Ich war bei Aḥmad ibn Muḥammad b. Salama aṭ-Ṭaḥāwī, als eine Frau mit einem kleinen Schriftstück bei ihm erschien und behauptete, dass es eine Frage betreffe, die man an ihn richtete. Da schaute er darauf und da stand geschrieben: ‚Möge Gott demjenigen gnädig sein, der ein Bittgebet für einen Fremden spricht, Geliebte und Freund zusammenführt.‘ Da faltete er das Schriftstück zusammen und gab es ihr mit den Worten zurück: ‚Frau, du hast dich geirrt, das ist nicht der Ort, wohin man dich geschickt hat.‘“

Yāqūt al-Hamawī ar-Rūmī († 1229), der Verfasser des umfangreichen Geographischen Wörterbuchs berichtet in der Beschreibung der oberägyptischen Siedlung Ṭaḥā über aṭ-Ṭaḥāwīs wissenschaftlichen Werdegang wie folgt:

„aṭ-Ṭaḥāwī berichtete: der erste, bei dem ich die Wissenschaften studierte (wörtlich: aufzeichnete), war al-Muzanī und ich folgte (somit) der Lehre von asch-Schāfiʿī - möge Gott Wohlgefallen an ihm haben. Einige Jahre später kam dann Aḥmad ibn Abī ʿImrān als Richter Ägyptens zu uns und ich schloss mich seiner Lehre an (Dieser hat ihn gemäß der Rechtslehre der Kufenser unterrichtet). und gab meine vorherige Lehrmeinung auf. Dann erschien mir al-Muzanī im Traum und sagte zu mir: ‚Aber Abū Ǧaʿfar! ich habe mit dir doch ein Bündnis geschlossen!‘“

In einer weiteren Episode, die adh-Dhahabī († 1348) in seiner Gelehrtenbiographie erzählt, wird auch über Spannungen zwischen aṭ-Ṭaḥāwī und seinem Lehrer al-Muzanī berichtet:

„Er (aṭ-Ṭaḥāwī) war Schāfiʿit und studierte bei Abū Ibrāhīm al-Muzanī. Dieser sagte zu ihm eines Tages: 'bei Gott, möge von dir nichts (an Wissen) kommen'. Abū Ǧaʿfar (aṭ-Ṭaḥāwī) ärgerte sich darüber und schloss sich daraufhin dem (Hanafiten) Ibn Abī ʿImrān an. Als er dann sein Muḫtaṣar (die Zusammenfassung der hanafitischen Rechtslehre) verfasste, sprach er: 'Möge Gott Erbarmen mit Abū Ibrāhīm haben! Wäre er noch am Leben, würde er für seinen Eid Sühne leisten.'“

Als Jurist machte er sich in Ägypten auch als Verfasser von Rechtsverträgen einen Namen. Bis zu seinem Tode galt er in Ägypten als Haupt der hanafitischen Rechtsschule. Der andalusische Gelehrte der Malikiten Ibn ʿAbd al-Barr († 1071) bezeichnet aṭ-Ṭaḥāwī als Vertreter der kufischen Rechtsschule: kūfīy al-maḏhab – nach der Hochburg der Hanafiten – und als großen Kenner aller Rechtsschulen.

## Werke
- Maʿānī al-āthār / معاني الآثار / Maʿānī ʾl-āṯār / ‚Die Bedeutungen der Hadithe‘; das Werk ist gemäß den Kapiteln der islamischen Jurisprudenz zusammengefasst und erörtert die Traditionen, die in den großen Traditionssammlungen Mohammed zugeschrieben werden, die aber – nach Ansicht des Verfassers – im Widerspruch zur Lehre der hanafitischen Rechtsschule stehen. Das Werk ist im Orient mehrfach gedruckt worden.

- Bayān muschkil al-āthār / بيان مشكل الآثار / Bayān muškili ʾl-āṯār / ‚Erklärung der Probleme der Hadithe‘ ist ebenfalls eine Sammlung von Traditionen mit inhaltlichen und philologischen – linguistischen – Erörterungen des Verfassers. Ein Teil davon ist als Autograph in der Handschriftensammlung von Istanbul – heute in der Süleimaniya-Bibliothek – erhalten. Das Werk ist im Orient 1987 und 1995 (Beirut) in mehreren Bänden unter dem Titel „Šarḥ muškil al-āṯār“ gedruckt worden.[6]

- Ichtilāf al-fuqahāʾ / اختلاف الفقهاء / Iḫtilāfu ʾl-fuqahāʾ / ‚Kontroverse Lehrmeinungen der Rechtsgelehrten‘ stellt – wie die gleichnamigen Werke anderer Rechtsgelehrten der Zeit – die zwischen den vier orthodoxen Rechtsschulen herrschenden Lehrdifferenzen im Bereich der islamischen Jurisprudenz dar. Das Werk ist erstmals 1971 in Islamabad gedruckt worden. In hanafitischen Gelehrtenkreisen ist das Werk, zusammen mit seiner Kurzfassung der hanafitischen Rechtslehre al-muchtasar fil-fiqh / المختصر في الفقه / al-muḫtaṣar fī ʾl-fiqh, mehrfach kommentiert worden.[7]

- al-Dschāmiʿ al-kabīr fī-sch-schurūt / الجامع الكبير في الشروط / al-Ǧāmiʿ al-kabīr fī ʾš-šurūṭ / ‚Die große Sammlung der Bedingungen/Voraussetzungen‘ ist das älteste juristische Formularbuch. Das Werk enthält Anweisungen für Notare, wie aktuelle Urkunden abzufassen sind, um eventuelle Streitigkeiten zwischen den Vertragspartnern zu vermeiden. Das Werk ist nicht vollständig erhalten.[8] Zwei Teile davon hat der deutsche Orientalist Joseph Schacht herausgegeben.[9]

- al-ʿAqīda („Die Glaubenslehre; Credo“) - auch unter dem Titel Bayān as-sunna wa-l-ǧamāʿa („Die Erörterung der Sunna und der Einheit der Muslime“) bekannt - umfasst nur 10–15 Seiten. Darin erörtert der Verfasser das Wesen des islamischen Monotheismus und Gottes Attribute (ṣifāt) in aller Kürze. Dieses kleine Werk ist bis in das 17. Jahrhundert mehrfach kommentiert worden.[10] Es ist von E.E. Elder[11] und William Montgomery Watt[12] ins Englische übersetzt worden.

- at-taswiya baina haddathanā wa-baina achbaranā / التسوية بين حدثنا وبين أخبرنا / at-taswiya baina ḥaddaṯanā wa-baina aḫbaranā ist eine kurze Abhandlung über die Hadith-Terminologie, über die Gleichsetzung (taswiya) der im Titel genannten beiden Termini: „er überlieferte uns“ bzw. „er berichtete uns“. Beide Begriffe weisen auf eine direkte mündliche Überlieferung in der Hadith-Literatur hin.[13] Ihre Anwendung und die Frage, ob sie austauschbar seien, war aber unter den Traditionariern umstritten.[14] Der Verfasser vertritt die Ansicht, dass diese zwei Begriffe in der Traditionsliteratur – gemäß der Lehre der hanafitischen Schule – austauschbar sind. In der Traditionsmethodologie (uṣūl al-ḥadīṯ) werden diese und weitere Termini, die die Art der Weitergabe von Wissen in den Schulen definieren, unterschiedlich verwendet.[15] Diese Abhandlung wird vom oben genannten andalusischen Gelehrten Ibn ʿAbd al-Barr in Auszügen zitiert.[16]

- Für den Statthalter Ägyptens Ahmad ibn Tulun (regiert zwischen 868 und 884) verfasste er eine Abhandlung über die Zulässigkeit der Ehe (Nikāḥ) mit Sklavinnen.[17]

In den Gelehrtenbiographien der Hanafiten werden bis zu 22 Bücher mit Titeln angeführt, die Aṭ-Ṭaḥāwī verfasst haben soll. Der irakische Bibliothekar und Buchhändler Ibn an-Nadīm († 995) kannte noch 16 Werktitel.